# Savoia-Marchetti SM.76
Die Savoia-Marchetti SM. 76 war ein italienisches Passagierflugzeug. Sie war eine weiterentwickelte Version der Savoia-Marchetti SM.75 mit besseren Leistungseigenschaften und größerer Reichweite. SIAI führte die SM.76 bis zur Einführung des Flugzeuges bei der Fluggesellschaft LATI Ende 1940 als SM.75GA.

## Geschichte
Die SM.76 ging im Rahmen eines Programms zur Langstrecken-Passagierbeförderung aus der SM.75 hervor und wurde 1939 unter dem Namen SM.75GA (Grande Autonomia) geführt, wobei GA für Große Reisereichweite stand. Erst mit der Verwendung bei der Fluggesellschaft LATI Ende 1940 erhielt dieser Flugzeugtyp SM.75GA die eigenständige Bezeichnung SM.76.
Die SM.76 basierte auf der Grundkonstruktion der SM.75, die Abmessungen wichen nur geringfügig von denen der SM.75 ab. Verbesserte Tragflächen mit größeren Tank zur Vergrößerung der Reichweiten sowie drei leistungsstärkere Motoren waren der Grundstein für die SM.76. Die verbesserten Motoren sollten für mehr Leistung und Geschwindigkeit sorgen, die vergrößerten Tanks in den Tragflächen für mehr Reichweite. Der Prototyp der SM.76 war noch mit Pratt-&-Whitney-Twin-Wasp-Motoren ausgerüstet, die aber wegen des Zweiten Weltkrieges nicht mehr von den USA an Italien geliefert wurden. SIAI stellte die Maschinen auf den Piaggio-P.XI-RC40-Motor um. Leider stellte sich der Piaggio-P.XI-RC40-Motor als echter Treibstofffresser heraus, so dass zwar die Geschwindigkeit gesteigert werden konnte, die Reichweite jedoch nur unwesentlich (um 1300 km) vergrößert wurde.
Die SM.76 blieb somit weit hinter den Erwartungen zurück. Eine weitere Version der SM.75 RT (Roma Tokio) wurde daraufhin verworfen. Bei der neu gegründeten Linee Aeree Transcontinentali Italiane (LATI) wurde die SM.76 im Luftverkehr in Natal und Rio de Janeiro in Brasilien eingesetzt. Die sozialistische Republik Italien flog die SM.76 bis zum Jahr 1949, bis dieser Typ ausgemustert wurde. Eine genaue produzierte Stückzahl konnte nicht ermittelt werden.

## Konstruktion
Die SM.76 basierte auf der SM.75. SIAI verbesserte die Tragflächenaufhängungen, um stärkere und schwerere Motoren befestigen zu können. Mit neuen Motoren erhöhte man die Flugleistung. Um die Reichweite zu steigern, wurden mehr und größere Tanks in die Tragflächen eingebaut. Um eine verbesserte Stabilität zu erreichen, wurde die Konstruktion des Rumpfes sowie der Tragflächen überarbeitet, dadurch erhöhte sich die Länge und die Spannweite der SM.75GA. Bei dem Prototyp der SM.75GA wurden die luftgekühlten 9-Zylinder-Sternmotoren Alfa Romeo 126RC34 mit je 750 PS gegen leistungsstärkere Pratt & Whitney-Twin-Wasp-Motoren ausgetauscht, die während des Zweiten Weltkrieges wegen fehlender Ersatzteile durch luftgekühlte 9-Zylinder-Sternmotoren Piaggio P.XI RC40 mit je 990 PS aus italienischer Produktion ersetzt wurden. Konzeption und Entwicklungsgeschichte siehe daher auch Savoia-Marchetti SM.75.

## Technische Daten
| Kenngröße             | Daten                                                                                 |
| --------------------- | ------------------------------------------------------------------------------------- |
| Besatzung             | 6                                                                                     |
| Passagiere            | 18                                                                                    |
| Länge                 | 22,3 m                                                                                |
| Spannweite            | 29,7 m                                                                                |
| Höhe                  | 5,1 m                                                                                 |
| Flügelfläche          | 118,5 m²                                                                              |
| Flügelstreckung       | 7,4                                                                                   |
| Leermasse             | 9.500 kg                                                                              |
| Startmasse            | 14.500 kg                                                                             |
| Antrieb               | 3 × luftgekühlter 9-Zylinder-Sternmotor Piaggio P.XI RC40 mit je 990 PS (728 kW)      |
| Reisegeschwindigkeit  | 325 km/h                                                                              |
| Höchstgeschwindigkeit | 400 km/h in 3.000 m Höhe                                                              |
| Dienstgipfelhöhe      | 7.000 m                                                                               |
| Reichweite            | 3.000 km                                                                              |
| Bewaffnung            | 1 × 7,7-mm-Maschinengewehr Breda-SAFAT in einem Drehturm (nur bei der Militärversion) |

## Nutzer
Königreich Italien